# Haggada

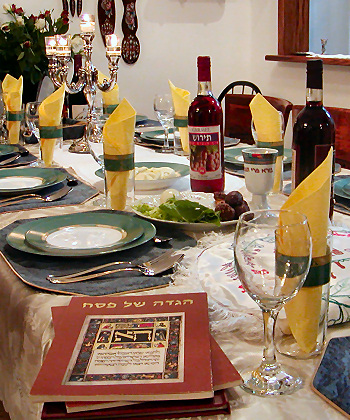
Haggadabücher am Sedertisch

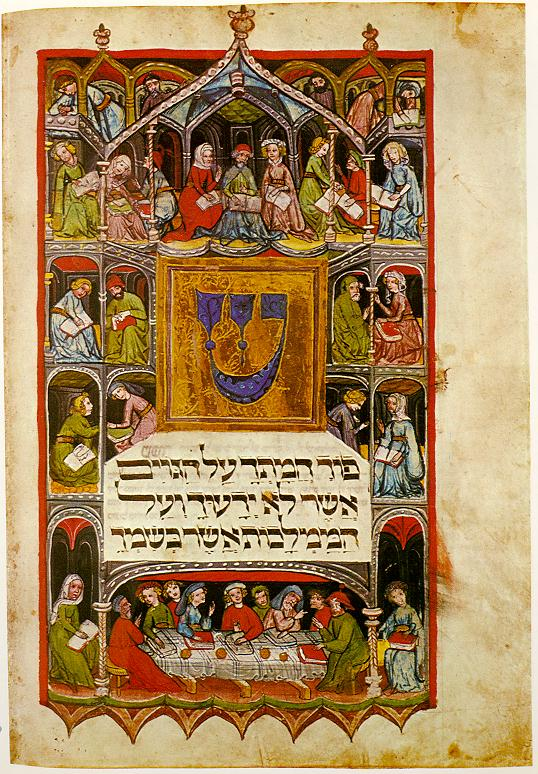
Darmstädter Haggadah, 15. Jh. fol. 37v

Die Haggada (hebräisch הגדה, Plural הגדות Haggadot, zu נגד; dt. „erzählen“, „berichten“; deutsch veraltet Agade) ist im religiösen Leben der Juden Erzählung und Handlungsanweisung für den Seder, die Zeremonie am Erev Pessach, dem Vorabend des Fests der Befreiung der Israeliten aus der ägyptischen Sklaverei.
Diese Pessach-Haggada ist ein mitunter bebildertes Büchlein, aus dem beim Festmahl mit der Familie gemeinsam gelesen und gesungen wird. Es ist teils auf Aramäisch, teils auf Hebräisch geschrieben (heute meist mit Übersetzung und Erklärungen in der Landessprache) und beschreibt die im Buch Exodus geschilderten Vorgänge: das Exil in Ägypten und den Auszug in die Freiheit. Dazu kommen traditionelle rabbinische Ausschmückungen und Auslegungen dieser Geschichte. Zahlreiche traditionelle Lieder begleiten das Festmahl, das Teil des Sederabends ist. Hierzu gehört das Lied der vier Fragen Ma Nischtana (hebräisch מַה נִּשְׁתַּנָּה, deutsch „Was unterscheidet...“) und Echad mi jodea (hebräisch אחד מי יודע Eins – wer weiß es?), ein traditioneller Frage-Antwort-Gesang, eine Zählgeschichte. Es zählt gemeinsame jüdische Motive und Lehren auf. Den traditionellen Abschluss der Haggada bildet das Lied Chad gadja (reichsaramäisch חַד גַּדְיָא) und das Lied Dajenu („es hätte uns genügt“).

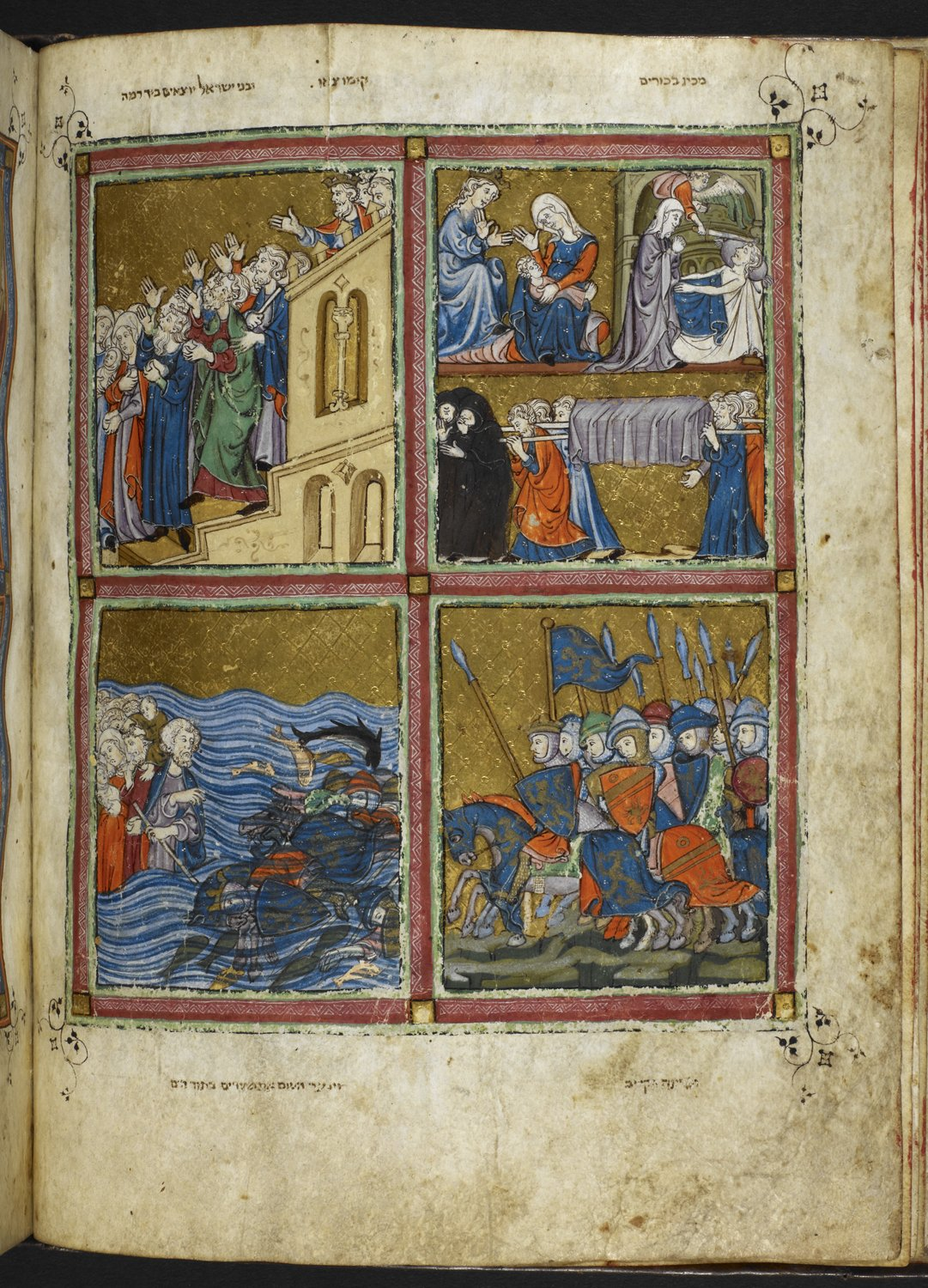
Auszug aus Ägypten (Goldene Haggada)

Der Ausdruck Haggada ist nicht zu verwechseln mit Aggada, womit erzählende oder homiletische Texte aus dem Talmud gemeint sind. 
Zu den bekanntesten Haggadot zählt die aus Deutschland stammende so genannte Vogelkopf-Haggada, die um ca. 1300 geschaffen wurde. Eine ebenso berühmte wie bemerkenswerte Handschrift ist die in Spanien hergestellte Sarajevo-Haggada um 1314.